# Zápas na Letních olympijských hrách 1996 – muži, volný styl do 74 kg
Zápas ve volném stylu ve váhové kategorii do 74 kg probíhal na Letních olympijských hrách 1996 v Atlantě v Hale E Světového kongresového centra (Georgia World Congress Center). O medaile se utkalo celkem 22 zápasníků.

## Turnajové výsledky
Aplikován je systém na jednu porážku. Zlatý a stříbrný medailista vzejdou z hlavní tabulky. Poražení jdou do oprav, vítěz oprav získá bronzovou medaili.
- LV — Lopatkové vítězství
- KO — Kontumace z důvodu nenastoupení, zranění či diskvalifikace soupeře

### Hlavní tabulka

#### Kolo 1
|                          | Skóre  |                            |
| ------------------------ | ------ | -------------------------- |
| David Hohl (CAN)         | 3 - 4  | Boris Budajev (UZB)        |
| Reinold Ozoline (AUS)    | 7 - 15 | Valeri Verhusin (MKD)      |
| Takuja Ota (JPN)         | 11 - 0 | Felipe Guzmán (MEX)        |
| Árpád Ritter (HUN)       | 3 - 5  | Igor Kozyr (BLR)           |
| Pak Čang-sun (KOR)       | 4 - 1  | Memmedsalam Hadžijev (AZE) |
| Magomed Kuruglijev (KAZ) | 1 - 7  | Victor Peicov (MDA)        |
| Radion Kertanti (SVK)    | 4 - 3  | Turan Ceylan (TUR)         |
| Alberto Rodríguez (CUB)  | 1 - 1  | Kenny Monday (USA)         |
| Buvajsar Sajtijev (RUS)  | 8 - 0  | Issa Momeni (IRI)          |
| Alexander Leipold (GER)  | 6 - 0  | Lazaros Loizidis (GRE)     |
| Anthony Avom (CMR)       | 0 - 10 | Plamen Paskalev (BUL)      |

#### Osmifinále
|                         | Skóre |                         |
| ----------------------- | ----- | ----------------------- |
| Boris Budajev (UZB)     | TO    | Valeri Verhusin (MKD)   |
| Takuja Ota (JPN)        | 4 - 1 | Igor Kozyr (BLR)        |
| Pak Čang-sun (KOR)      | 3 - 0 | Victor Peicov (MDA)     |
| Radion Kertanti (SVK)   | 1 - 5 | Kenny Monday (USA)      |
| Buvajsar Sajtijev (RUS) | 3 - 1 | Alexander Leipold (GER) |
| Plamen Paskalev (BUL)   |       | Bye                     |

#### Čtvrtfinále
|                         | Skóre  |                       |
| ----------------------- | ------ | --------------------- |
| Plamen Paskalev (BUL)   | 12 - 0 | Valeri Verhusin (MKD) |
| Takuja Ota (JPN)        | 0 - 5  | Pak Čang-sun (KOR)    |
| Kenny Monday (USA)      |        | Bye                   |
| Buvajsar Sajtijev (RUS) |        | Bye                   |

#### Semifinále
|                       | Skóre |                         |
| --------------------- | ----- | ----------------------- |
| Plamen Paskalev (BUL) | 3 - 5 | Pak Čang-sun (KOR)      |
| Kenny Monday (USA)    | 1 - 6 | Buvajsar Sajtijev (RUS) |

#### Finále
|                    | Skóre |                         |
| ------------------ | ----- | ----------------------- |
| Pak Čang-sun (KOR) | 0 - 5 | Buvajsar Sajtijev (RUS) |

### Opravy

#### Kolo 2
|                            | Skóre  |                          |
| -------------------------- | ------ | ------------------------ |
| David Hohl (CAN)           | 11 - 5 | Reinold Ozoline (AUS)    |
| Felipe Guzmán (MEX)        | 0 - 12 | Árpád Ritter (HUN)       |
| Memmedsalam Hadžijev (AZE) | 4 - 0  | Magomed Kuruglijev (KAZ) |
| Turan Ceylan (TUR)         | 0 - 7  | Alberto Rodríguez (CUB)  |
| Issa Momeni (IRI)          | 3 - 0  | Lazaros Loizidis (GRE)   |
| Anthony Avom (CMR)         |        | Bye                      |

#### Kolo 3
|                         | Skóre  |                            |
| ----------------------- | ------ | -------------------------- |
| Anthony Avom (CMR)      | 0 - 10 | David Hohl (CAN)           |
| Árpád Ritter (HUN)      | 2 - 3  | Memmedsalam Hadžijev (AZE) |
| Alberto Rodríguez (CUB) | 4 - 1  | Issa Momeni (IRI)          |
| Boris Budajev (UZB)     | 4 - 2  | Igor Kozyr (BLR)           |
| Victor Peicov (MDA)     | 5 - 0  | Radion Kertanti (SVK)      |
| Alexander Leipold (GER) |        | Bye                        |

#### Kolo 4
|                            | Skóre  |                         |
| -------------------------- | ------ | ----------------------- |
| Alexander Leipold (GER)    | 10 - 2 | David Hohl (CAN)        |
| Memmedsalam Hadžijev (AZE) | 6 - 2  | Alberto Rodríguez (CUB) |
| Boris Budajev (UZB)        | 3 - 5  | Victor Peicov (MDA)     |
| Valeri Verhusin (MKD)      | 0 - 7  | Takuja Ota (JPN)        |

#### Kolo 5
|                         | Skóre |                            |
| ----------------------- | ----- | -------------------------- |
| Alexander Leipold (GER) | 3 - 0 | Memmedsalam Hadžijev (AZE) |
| Victor Peicov (MDA)     | 4 - 5 | Takuja Ota (JPN)           |

#### Kolo 6
|                       | Skóre |                         |
| --------------------- | ----- | ----------------------- |
| Plamen Paskalev (BUL) | 8 - 4 | Alexander Leipold (GER) |
| Takuja Ota (JPN)      | 4 - 2 | Kenny Monday (USA)      |

#### Zápas o 3. místo
|                       | Skóre |                  |
| --------------------- | ----- | ---------------- |
| Plamen Paskalev (BUL) | 3 - 5 | Takuja Ota (JPN) |

### Zápasy o umístění
|                            | Skóre            |                     |
| Zápas o 7. místo           | Zápas o 7. místo | Zápas o 7. místo    |
| -------------------------- | ---------------- | ------------------- |
| Memmedsalam Hadžijev (AZE) | WO               | Victor Peicov (MDA) |
| Zápas o 5. místo           |                  |                     |
| Alexander Leipold (GER)    | WO               | Kenny Monday (USA)  |

## Finálové pořadí
1. Buvajsar Sajtijev (RUS)
2. Pak Čang-sun (KOR)
3. Takuja Ota (JPN)
4. Plamen Paskalev (BUL)
5. Alexander Leipold (GER)
6. Kenny Monday (USA)
7. Victor Peicov (MDA)
8. Memmedsalam Hadžijev (AZE)
9. David Hohl (CAN)
10. Valerij Verhušin (MKD)
11. Alberto Rodríguez (CUB)
12. Boris Budajev (UZB)
13. Árpád Ritter (HUN)
14. Igor Kozyr (BLR)
15. Radion Kertanti (SVK)
16. Issa Momeni (IRI)
17. Rein Ozoline (AUS)
18. Turan Ceylan (TUR)
19. Magomed Kuruglijev (KAZ)
20. Anthony Avom (CMR),  Felipe Guzmán (MEX) a  Lazaros Loizidis (GRE)